# سورمنه
سورمنه (به ترکی استانبولی: Sürmene) شهری است در کشور ترکیه که در استان ترابزون واقع شده‌است. جمعیت این شهر بر اساس سرشماری سال ۲۰۰۸ میلادی ۱۳٬۶۷۰ نفر و بر اساس برآوردهای سال ۲۰۰۹ میلادی ۱۳٬۶۵۱ نفر می‌باشد.

## نگارخانه

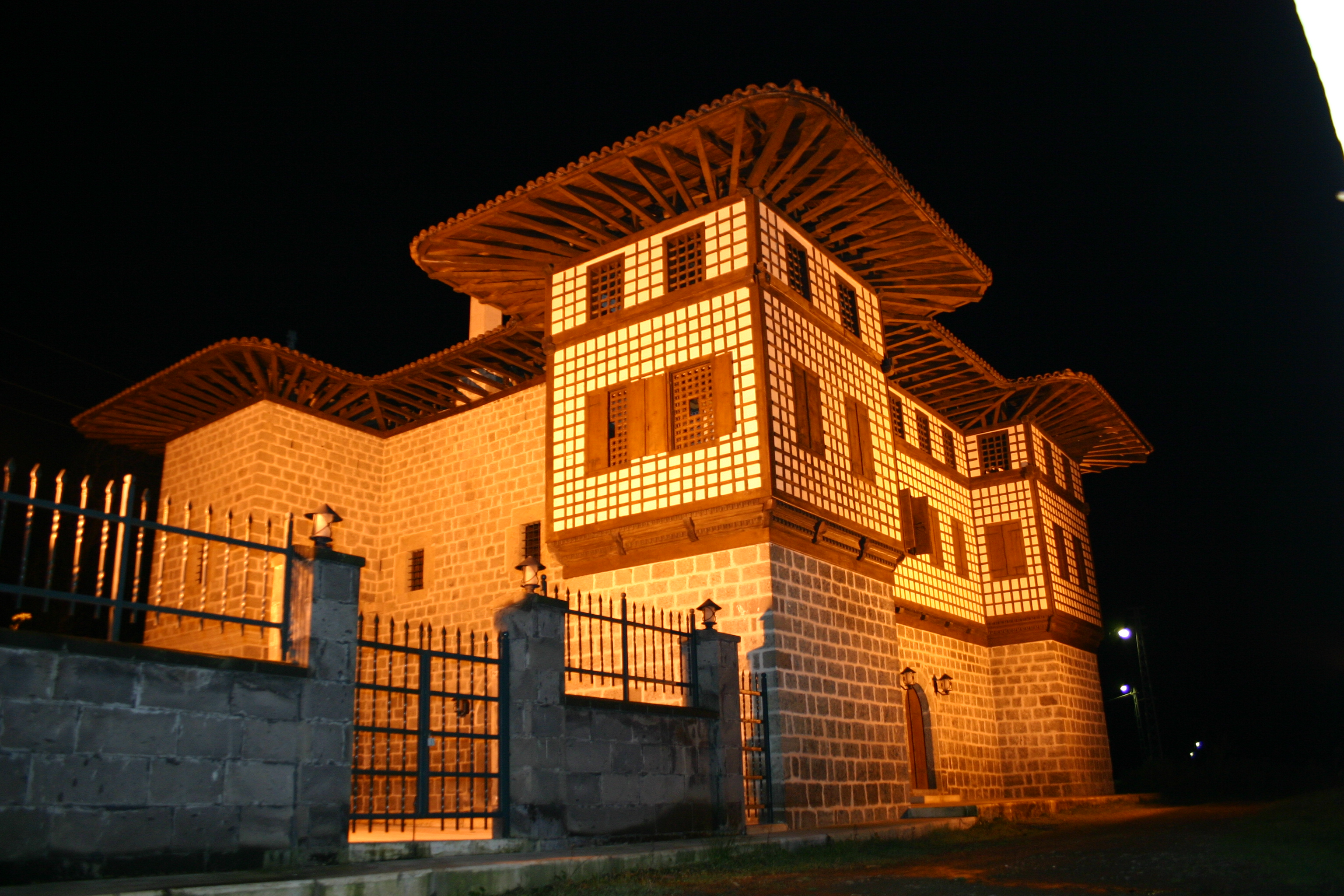
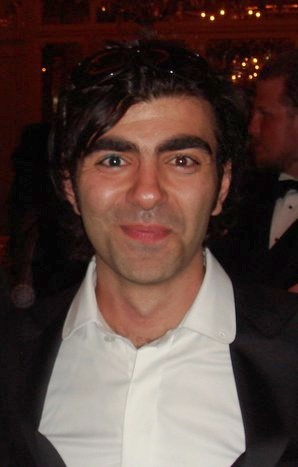
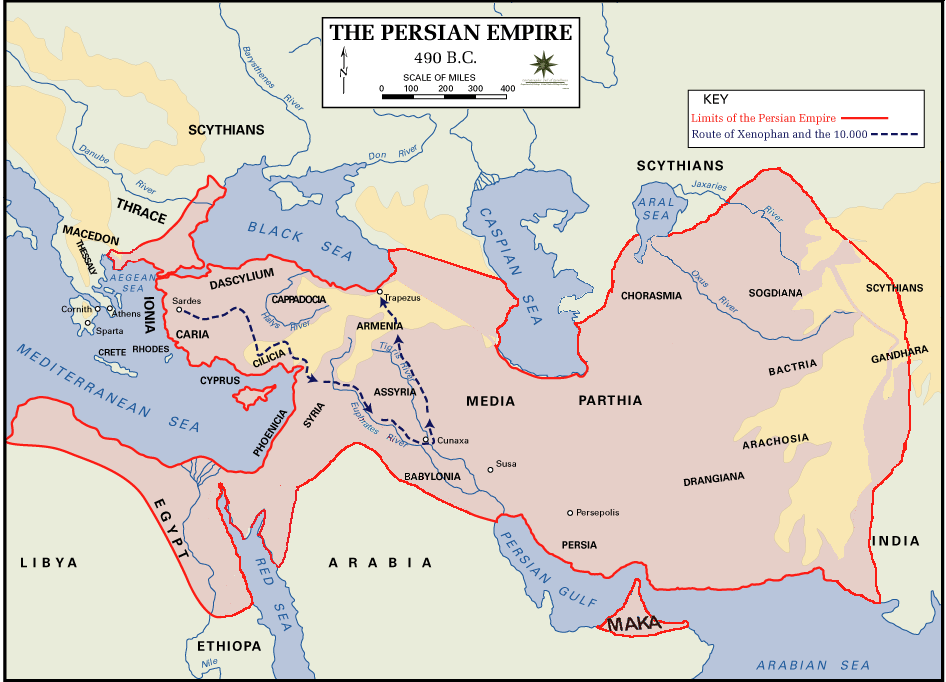
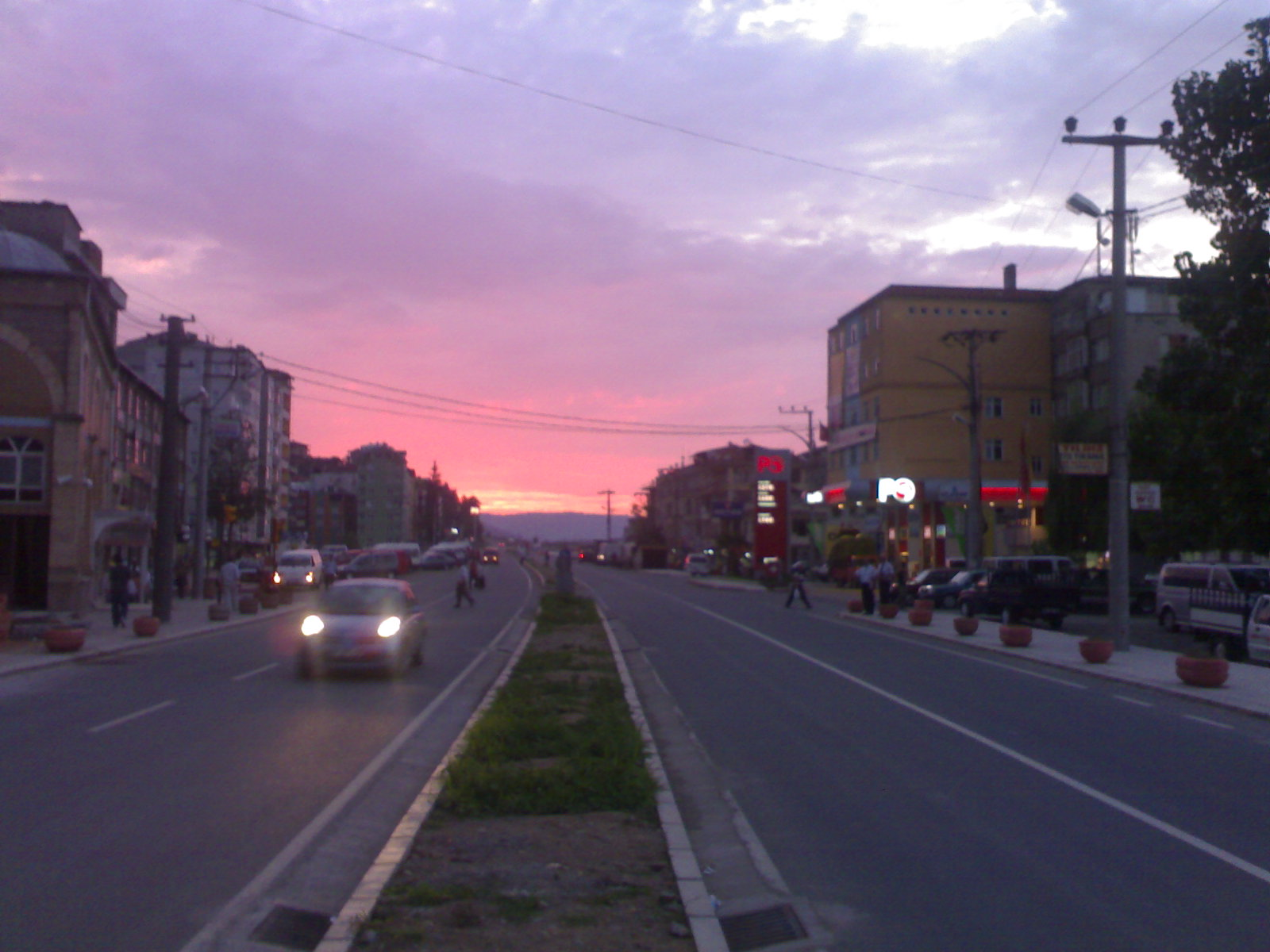